# Крюков, Константин Витальевич
Константи́н Вита́льевич Крю́ков (род. 7 февраля 1985, Москва, СССР) — российский актер кино, телевидения, озвучивания и дубляжа, ювелир, художник и телеведущий.

## Биография и карьера
Родился 7 февраля 1985 года в Москве. Отец — Виталий Дмитриевич Крюков, предприниматель, доктор философских наук; мать — Алёна Сергеевна Бондарчук, актриса. Константин приходится внуком советскому режиссёру и актёру Сергею Фёдоровичу Бондарчуку и актрисе Ирине Константиновне Скобцевой, племянником Фёдору и Наталье Бондарчукам.
Детство провёл в Швейцарии. По настоянию деда окончил с отличием художественную школу в Цюрихе. Учился в школе при посольстве Германии в Москве, при этом 10-й и 11-й классы окончил экстерном.
В 2001 году в возрасте 16 лет стал одним из самых молодых выпускников Американского института геммологии (GIA) (Московский филиал) и дипломированным геммологом — специалистом по драгоценным камням. В том же году поступил в филиал МГЮА, который окончил в 2006 году.
Крюков с 18-ти лет играет в кино и снимается в телевизионных проектах. Его актёрский дебют состоялся в 2005 году, когда он исполнил роль «Джоконды» в фильме Фёдора Бондарчука «9 рота».
Увлекается живописью (есть собственная художественная мастерская в Праге), ювелирным искусством, фотографией, плаванием и чтением.
В 2012 году снялся в клипе Леры Кондры «Не правда это».

### Ювелирное дело
Константин Крюков с детства увлечён ювелирным искусством. Первым украшением, созданным им в возрасте 17 лет, был подарок матери — кольцо, имеющее уникальный закреп бриллианта. С тех пор Крюков каждый год самостоятельно разрабатывает дизайн украшений для подарков близким. В 2005 году выступил автором дизайна колец для собственной свадьбы. Позднее эскизы этих колец легли в основу для создания серийных украшений. В 2007 году начал создавать авторские ювелирные коллекции. В 2009 году совместно с британской компанией The Saplings выпустил свою первую ювелирную коллекцию под названием «Выбор».

## Семья
- отец — Виталий Дмитриевич Крюков (род. 1949), предприниматель, доктop философии, геммолог[1]
- мать — Алёна Сергеевна Бондарчук (1962—2009), актриса.
  - единокровный брат — Леонид Крюков, юрист.
  - двоюродный брат — Иван Бурляев (род. 1976), композитор, актёр.
- первая супруга — Евгения Варшавская (род. 1983[2]).
  - дочь — Юлия Крюкова (род. 7 сентября 2007[3])
- вторая супруга — Алина Алексеева (род. 1 января 1985; Саратов) — пиар-менеджер с образованием — юридическим и государственное управление, свадьба состоялась 26 мая 2013 года.
  - 11 декабря 2023 года у Константина родилась вторая дочь[4].

## Фильмография
1. 2005 — 9 рота — рядовой Руслан Петровский («Джоконда»)
2. 2006 — Жара — Костя
3. 2006 — Любовь как любовь — Михаил Прорва
4. 2006 — Три полуграции — Павел Арсеньевич Гущин, начинающий писатель
5. 2006 — Девять месяцев — Саша
6. 2007 — Дочки-матери — Константин Скворцов
7. 2007 — Нулевой километр — Артур
8. 2007 — Сокровище: Страшно Новогодняя сказка — Дед Мороз / Лёша Городков
9. 2007 — Звезда империи / Zvezda Imperii — князь Андрей Владимирович
10. 2009 — Пикап: съём без правил — Андрей
11. 2009 — Солдаты 16: Дембель неизбежен — Андрюша Ландышев
12. 2009 — Пистолет Страдивари — адвокат
13. 2009 — Одноклассники — Федя «Батон»
14. 2011 — На крючке! — Костя / Александр Власов
15. 2011 — Без следа — Филипп Рыбаков
16. 2011 — Generation П — эпизод
17. 2011 — Лекарство для бабушки — Женя Писарев
18. 2011 — Ласточкино гнездо — Роман
19. 2012 — Огуречная любовь — Илья Воронин
20. 2012 — Соло на саксофоне — Эдуард Новиков
21. 2012 — С новым годом, мамы! (новелла «Война мам») — Ярослав, муж Лены и папа Лизы
22. 2012 — Всё просто! — Женя
23. 2012 — Второе восстание Спартака — Спартак
24. 2013 — Что творят мужчины! — Ярик
25. 2013 — Студия 17 — Максим (первая серия)
26. 2013 — Вот это любовь! — Костик
27. 2013 — Не женское дело — Виктор
28. 2013 — Кукушечка — Костя Андриевский
29. 2013 — Пока ещё жива — Рома
30. 2014 — Чемпионы — Антон Сихарулидзе
31. 2014 — Спираль — Стас / Тамерлан
32. 2014 — В Москве всегда солнечно — Серёга
33. 2015 — Одной левой — Денис, жених Софи
34. 2015 — Луна-луна — Влад Соколов
35. 2015 — Бармен — Артур
36. 2015 — Пенсильвания — Борис Алексеевич Морозов, старший следователь по особо важным делам СК РФ, подполковник юстиции
37. 2016 — Опасные каникулы — папа Серёжи
38. 2016 — Вечный отпуск — Андрей
39. 2016 — Держи удар, детка! — Лёня
40. 2016 — Помню — не помню! — Максим, муж Лизы
41. 2016 — Убежать, догнать, влюбиться — Борис
42. 2016 — Культ — Эдуард Левински
43. 2017 — Вурдалаки — Андрей
44. 2017 — Спасти Пушкина — Александр Сергеевич Пушкин
45. 2017 — Жги! — камео
46. 2017 — Новогодний переполох — Дима
47. 2017 — Беглецы / Begletsy — Алекс
48. 2017 — Живи своей жизнью — Дмитрий
49. 2017 — Крым — Сергей
50. 2018 — Бизнесмены — Саша
51. 2019 — Легенда Феррари — Яша Попов, помощник Елены
52. 2020 — Грозный — князь Андрей Курбский
53. 2021 — Серебряный волк — Александр Волков (в молодости)
54. 2022 — Без правил — Михаил Владимирович Варнаков, бизнесмен
55. 2022 — Наследие — Константин Маркович Рогов, специальный представитель президента по вопросам медицины и здравоохранения
56. 2023 — Красный Яр (телесериал) — Эдмонт Марешаль (главная роль)
57. 2023 — Хитровка. Знак четырёх — Константин Станиславский
58. 2023 — Сансара — Борис, телерепортёр
59. 2023 — Открытый брак — Фёдор
60. 2024 — Варшава'21 — Алексей Павлов
61. 2024 — Поймай собаку, если сможешь — Амиантов
62. 2024 — Курьеры — папа Гоши
63. 2024 — Каждый мечтает о собаке — Сергей Яковлевич, учитель истории
64. 2024 — Маме снова 17 — Ласточкин
65. 2024 — Универ. 13 лет спустя — Иван Сергеевич
66. 2025 — Укради мою мечту — Рубен

### Дубляж
- 2013 — Самолёты — Дасти Полейполе (Дейн Кук)
- 2014 — Самолёты: Огонь и вода — Дасти Полейполе (Дейн Кук)

## Телевизионные проекты
- «9 месяцев» («Первый канал»)
- «Три полуграции» («Россия»)
- «Любовь как Любовь» («Первый канал»)
- «Дочки-матери» («СТС»)
- «Звезда Империи» (Россия»)
- «Дуэль» («Россия-2»), ведущий
- «Православная планета» («Россия-2»), третья серия, ведущий